# Gunnar Larsson (ski de fond)
Pour les articles homonymes, voir Gunnar Larsson.
Gunnar Larsson (né le 1er juillet 1944) est un ancien fondeur suédois.

## Jeux olympiques
- Jeux olympiques d'hiver de 1968 à Grenoble 
  -  Médaille d'argent en relais 4 × 10 km.
  -  Médaille de bronze sur 15 km.